# راندي مارش
راندولف مارش وشارون مارش (ني كيمبل)  هما شخصيات خيالية في مسلسل ساوث بارك. إنهم أبرز مجموعة من الآباء والأمهات في العرض وزوجين من الطبقة المتوسطة يربيان إبنهما ستان البالغ من العمر 10 سنوات وابنتهما شيلي البالغة من العمر 13 عاما في بلدة ساوث بارك الخيالية بولاية كولورادو.